# 1947-es magyar férfi vízilabdakupa
Az 1947-es magyar férfi vízilabdakupa a huszonnegyedik kiírás volt a versenysorozat történetében. A kupára kilenc csapat nevezett. A győzelmet a Vasas szerezte meg.

## Eredmények

### Selejtező
július
| 1. csapat   | Eredmény | 2. csapat       |
| ----------- | -------- | --------------- |
| Csepeli MTK | 0–10     | Ferencvárosi TC |
| Előre       | 1–5      | MMUE            |

### Negyeddöntő
július 30, 31.
| 1. csapat       | Eredmény | 2. csapat |
| --------------- | -------- | --------- |
| Vasas SC        | 2–1      | MAFC      |
| MTK             | 7–2      | NSC       |
| Ferencvárosi TC | 6–0      | MMUE      |

### Elődöntő
augusztus 15.
| 1. csapat  | Eredmény | 2. csapat       |
| ---------- | -------- | --------------- |
| Vasas SC   | 4–3      | MTK             |
| Újpesti TE | 5–1      | Ferencvárosi TC |

### 3. helyért
augusztus 16.
| 1. csapat       | Eredmény | 2. csapat |
| --------------- | -------- | --------- |
| Ferencvárosi TC | 5–5 hu   | MTK       |

A 3. helyezést az MTK sorsolással nyerte meg.

### Döntő
| 1947. augusztus 17. | Vasas SC           | 3–2 | Újpesti TE           | Nemzeti Sportuszoda Játékvezetők: Vértesy József |
| 1947. augusztus 17. | (2–0)              |     |                      | Nemzeti Sportuszoda Játékvezetők: Vértesy József |
| 1947. augusztus 17. | Szigeti 2 Brandi 1 |     | Vágó II. 1 Szittya 1 | Nemzeti Sportuszoda Játékvezetők: Vértesy József |

A Vasas kupagyőztes csapatának tagjai: Jeney László, Pataki Imre, Kiss Frigyes, Molnár István, Brandi Jenő, Sárosi Károly, Szigeti József